# Table des caractères Unicode/U10350
Cette page contient des caractères spéciaux ou non latins. S’ils s’affichent mal (▯, ?, etc.), consultez la page d’aide Unicode.
Table des caractères Unicode U+10350 à U+1037F.

## Ancien permien (ou abour, anbour)(Unicode 7.0)
Ces caractères sont utilisés pour l'ancien alphabet permien.

### Table des caractères
| en fr   | 0 | 1 | 2 | 3 | 4 | 5 | 6 | 7 | 8 | 9 | A | B | C | D | E | F |
| ------- | - | - | - | - | - | - | - | - | - | - | - | - | - | - | - | - |
| U+10350 | 𐍐 | 𐍑 | 𐍒 | 𐍓 | 𐍔 | 𐍕 | 𐍖 | 𐍗 | 𐍘 | 𐍙 | 𐍚 | 𐍛 | 𐍜 | 𐍝 | 𐍞 | 𐍟 |
| U+10360 | 𐍠 | 𐍡 | 𐍢 | 𐍣 | 𐍤 | 𐍥 | 𐍦 | 𐍧 | 𐍨 | 𐍩 | 𐍪 | 𐍫 | 𐍬 | 𐍭 | 𐍮 | 𐍯 |
| U+10370 | 𐍰 | 𐍱 | 𐍲 | 𐍳 | 𐍴 | 𐍵 | 𐍑𐍶 | 𐍑𐍷 | 𐍑𐍸 | 𐍑𐍹 | 𐍑𐍺 |   |   |   |   |   |